# 1801 Titicaca
1801 Titicaca eller 1952 SP1 är en asteroid i huvudbältet som upptäcktes den 23 september 1952 av den argentinske astronomen Miguel Itzigsohn vid La Plata observatoriet. Den har fått sitt namn efter Titicacasjön i Sydamerika.
Asteroiden har en diameter på ungefär 21 kilometer och den tillhör asteroidgruppen Eos.